# Elihu Washburne
Elihu Benjamin Washburne (Livermore (Maine), 23 september 1816 – Chicago (Illinois), 23 oktober 1887) was een Amerikaans politicus. Hij was lid van het Huis van Afgevaardigden, ambassadeur in Frankrijk en de kortst zittende minister van Buitenlandse Zaken in de geschiedenis van de Verenigde Staten.

## Levensloop

### Jeugd en begin politieke carrière
Washburne groeide op in een christelijk gezin dat in de puriteinse traditie stond. Zijn familie raakte financieel aan de grond toen hij dertien was en Washburne besloot daarna het huis te verlaten om zich verder te scholen. Hij werkte bij een uitgever en ging rechten studeren aan Harvard Law School. In 1840 werd hij toegelaten tot de Balie, waarna hij verhuisde naar Galena in de staat Illinois. Daar begon hij een eigen rechtenpraktijk. Vijf jaar later trouwde hij met Adele Gratiot.
In Illinois werd Washburne politiek actief voor de Whigs. Hij was zowel in 1844 als in 1852 afgevaardigde naar de nationale conventie van de partij. In 1848 stelde hij zich tevergeefs kandidaat voor het Congres. Een tweede poging in 1852 slaagde wel. Washburne werd gekozen in het Huis van Afgevaardigden, waar hij van 1853 tot 1869 deel van uitmaakte. In 1854 steunde hij Abraham Lincoln bij diens mislukte gooi naar het senatorschap. De Whig-partij viel in de jaren vijftig uiteen. Washburne voegde zich bij de nieuw gevormde Republikeinse Partij, die zich hard maakte voor de afschaffing van de slavernij.

### Lid Huis van Afgevaardigden
Lincoln kon wederom rekenen op de enthousiaste steun van Washburne bij zijn verkiezing tot president in 1860. Washburne was na de uitbraak van de Amerikaanse Burgeroorlog een belangrijke vriend en adviseur en hield Lincoln op de hoogte van de politieke ontwikkelingen in Illinois. Aan het begin van de oorlog leidde Washburne een onderzoek naar generaal John Charles Frémont, waaruit bleek dat hij vrienden bevoorrechte met lucratieve legercontracten in ruil voor materialen van inferieure kwaliteit. In oktober 1861 ontsloeg Lincoln Frémont.
Washburne kende de legerofficier Ulysses Grant goed omdat ze beiden uit Galena kwamen. Grant had in 1860 Lincolns opponent de Democraat Stephen Douglas, een voorstander van slavernij, gesteund, maar toch was Washburne een van zijn bewonderaars. Na het uitbreken van de Burgeroorlog meldde Grant zich aan bij het Unieleger. Washburne diende verschillende keren als politieke kruiwagen, waardoor Grant snel opklom in de legerrangen en uiteindelijk het hoofdbevel kreeg.
Washburne groeide uit tot een van leiders van de Radicale Republikeinen, een stroming binnen de partij waarin de felste tegenstanders van de slavernij zich verenigd hadden. Na de oorlog stelde hij voor dat de grootste plantages in het zuiden opgesplitst moesten worden en ter compensatie aan de vrijgelaten slaven moesten worden gegeven.

### Minister van Buitenlandse Zaken en ambassadeur in Frankrijk
Toen Grant in 1869 president werd stelde hij Washburne aan als zijn minister van Buitenlandse Zaken, met in het vooruitzicht het ambassadeurschap in Frankrijk. Washburne werd echter ziek en bleef slechts elf dagen aan als minister, en is daarmee tot op heden de kortst zittende minister van Buitenlandse Zaken in de Amerikaanse geschiedenis.
Als ambassadeur in Frankrijk speelde hij een belangrijke rol in de Frans-Duitse Oorlog van 1870. Hij was de enige diplomaat van een groot land die tijdens het Beleg van Parijs op zijn post bleef, hoewel hij van de Amerikaanse regering toestemming had gekregen de ambassade te ontruimen. Als neutrale partij was hij verantwoordelijk voor het voeden van drieduizend Duitsers tijdens het beleg en de evacuatie van dertigduizend Duitsers die ten tijde van de oorlog in Frankrijk woonden. Daarnaast speelde hij een belangrijke bemiddelende rol tussen de Fransen en Duitsers, omdat er tussen beide partijen geen diplomatiek contact meer was. In 1877 keerde Washburne terug naar de Verenigde Staten.

### Presidentskandidaat
Grant, in 1877 teruggetreden als president, ambieerde een derde termijn en kon in aanloop na de presidentsverkiezingen van 1880 opnieuw rekenen op Washburne. Ondanks zijn steunbetuiging aan Grant nomineerden verschillende van zijn eigen supporters Washburne tijdens de Republikeinse Partijconventie. Bij de eerste stemrondes kon hij telkens rekenen op 30 tot 40 stemmen, waar 379 stemmen nodig waren om de nominatie binnen te slepen. In de eerste stemrondes was Grant telkens dichtbij met 300 tot 315 stemmen, veel meer dan zijn belangrijkste opponenten James Blaine en John Sherman. Vanaf de 34e stemronde begonnen steeds meer gedelegeerden op de onbekende Afgevaardigde James Garfield te stemmen en tijdens de 36e ronde sleepte hij de benodigde meerderheid binnen en maakte daarmee een einde aan Grants politieke ambities. Grants nam het zijn voormalige minister van Buitenlandse Zaken kwalijk dat hij hem niet actiever had gesteund, terwijl die op zijn beurt geloofde dat als de president zich net zo als Blaine en Sherman op een gegeven moment had teruggetrokken, hij, Washburne en niet Garfield, door de Conventie als presidentskandidaat naar voren was geschoven. Grant en Washburne spraken elkaar na de Conventie nooit meer.

### Uit de politiek
Washburne publiceerde in 1882 nog een biografie over Edward Coles, voormalig gouverneur van Illinois en de manier waarop hij zijn slaven emancipeerde. Hij verhuisde naar Chicago, waar in 1887 nog een boek volgde over zijn periode als ambassadeur in Frankrijk. Na een ziekbed van twee weken overleed hij in het huis van zijn zoon Hempstead Washburne, de latere burgemeester van Chicago.
Jefferson ·
Randolph ·
Pickering ·
Marshall ·
Madison ·
Smith ·
Monroe ·
Adams ·
Clay ·
Van Buren ·
Livingston ·
McLane ·
Forsyth ·
Webster ·
Upshur ·
Calhoun ·
Buchanan ·
Clayton ·
Webster ·
Everett ·
Marcy ·
Cass ·
Black ·
Seward ·
Washburne ·
Fish ·
Evarts ·
Blaine ·
Frelinghuysen ·
Bayard ·
Blaine ·
Foster ·
Gresham ·
Olney ·
Sherman ·
Day ·
Hay ·
Root ·
Bacon ·
Knox ·
Bryan ·
Lansing ·
Colby ·
Hughes ·
Kellogg ·
Stimson ·
Hull ·
Stettinius ·
Byrnes ·
Marshall ·
Acheson ·
Dulles ·
Herter ·
Rusk ·
Rogers ·
Kissinger ·
Vance ·
Muskie ·
Haig ·
Shultz ·
Baker ·
Eagleburger ·
Christopher ·
Albright ·
Powell ·
Rice ·
Clinton ·
Kerry ·
Tillerson ·
Pompeo ·
Blinken ·
Rubio
- Bibliothèque nationale de France: cb12066106g (data)
- Gemeinsame Normdatei: 129037052
- International Standard Name Identifier: 0000 0000 6643 2771
- Library of Congress Control Number: n50028339
- National Archives and Records Administration: 10581101
- Nationale Bibliotheek van Tsjechië: ola2013793431
- Nationale Bibliotheek van Israël: 987007279090405171
- SNAC: w6rx9ccv
- Système universitaire de documentation: 067048935
- Biographical Directory of the United States Congress: W000176
- Virtual International Authority File: 41862349
- WorldCat: E39PBJckMtgmbtVHcHkHT9CvpP